# Bosgroep

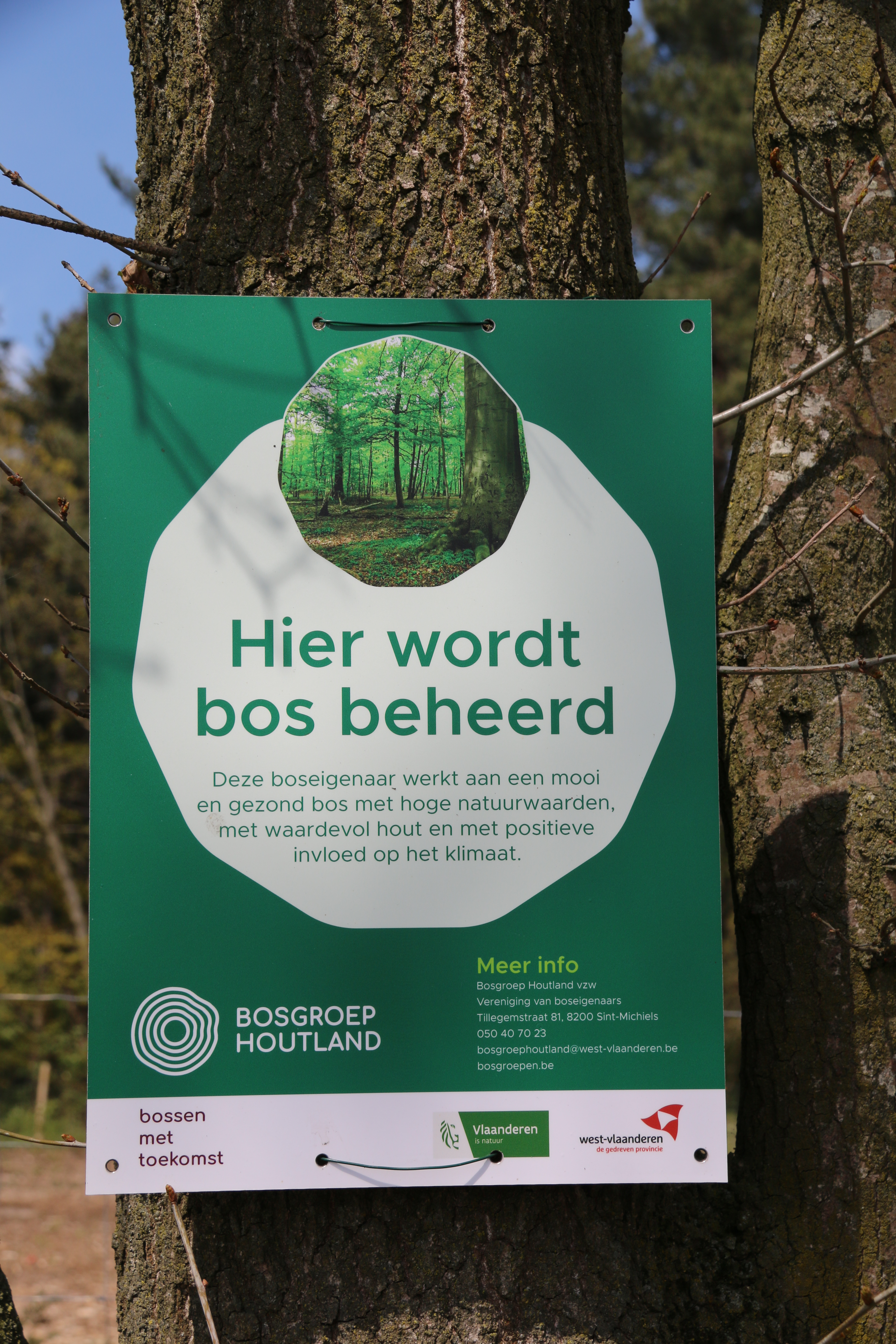
Mededeling bosgroep Houtland

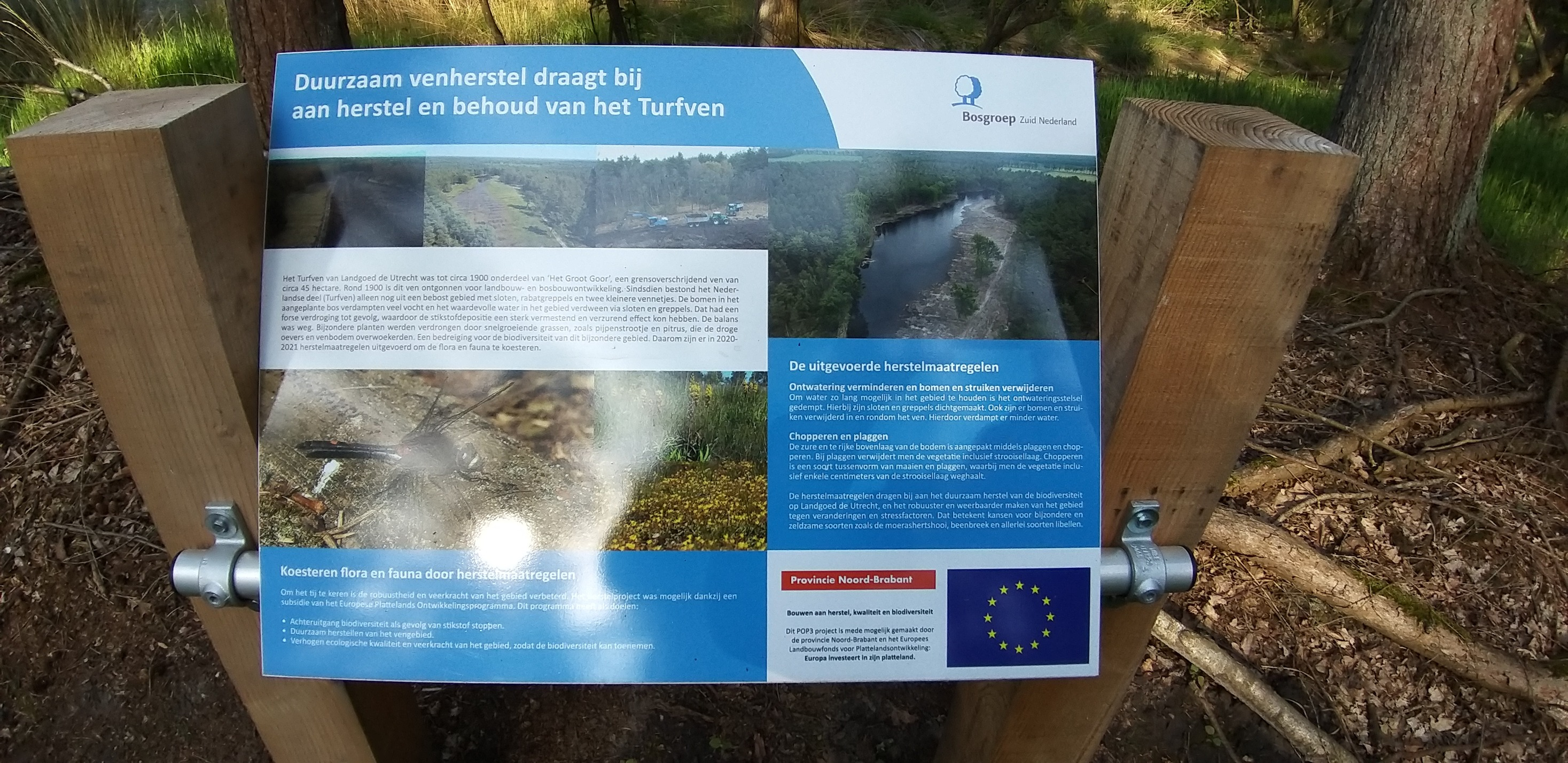
Terreininformatie bosgroep Zuid-Nederland

Een bosgroep is een coöperatieve vereniging van en voor boseigenaren met particulieren, natuurbeschermingsorganisaties en overheden, zoals gemeenten als leden.
Het werk van een bosgroep bestaat onder andere uit:
- Organiseren en uitvoeren van het terreinbeheer
- Aanvragen en afhandelen van subsidies voor bos- en natuurbeheer en vervolgens controleren, of het beheer conform de subsidievoorwaarden wordt uitgevoerd;
- Verkopen van hout
- Voorlichting en educatie

## Nederland
In Nederland zijn er drie streekgebonden bosgroepen die door boseigenaren tussen 1975 en 1995 werden opgericht. In 1991 hebben deze drie Nederlandse bosgroepen de Unie van Bosgroepen opgericht als koepelorganisatie. De drie bosgroepen zijn als volgt georganiseerd:
- de Bosgroep Noord-Oost Nederland (Friesland, Groningen, Drenthe, Overijssel en de Noordoostpolder);
- de Bosgroep Midden Nederland (Noord- en Zuid-Holland, Utrecht, Gelderland en de rest van Flevoland); en
- de Bosgroep Zuid Nederland (Noord-Brabant, Limburg en Zeeland).

De Nederlandse bosgroepen hadden samen 1400 leden met in totaal 420 000 ha bos en natuur. Eind 2024 hadden de Bosgroepen meer dan 2.000 leden, waaronder 'particulieren, stichtingen, landgoederen, abdijen, zorginstellingen, natuurbeschermingsorganisaties, waterbedrijven en overheden, zoals waterschappen, defensie en gemeenten.' Opgeteld hadden de leden eind 2024 samen bijna 512.000 hectare bos en natuur in eigendom of beheer. 70,2% daarvan viel onder grote terreinbeherende organisaties (TBO's, zoals Staatsbosbeheer en Vereniging Natuurmonumenten), maar verreweg de meeste leden (90,6%) waren particulieren, die samen 80.000 hectare bos (15,6%) in particulier eigendom hadden.
De Bosgroepen dienen niet verward te worden met het Bosschap (een overheidsinstelling van 1954 tot 2025) of de Vereniging van Bos- en Natuurterreineigenaren (VBNE), hoewel er enige overlap in werkzaamheden en functies bestaat.

## Vlaanderen
In Vlaanderen bestaan er elf regionale bosgroepen. Deze elf bosgroepen werken samen in de Koepel van Vlaamse Bosgroepen. Het gaat om de volgende bosgroepen:
- Antwerpen Noord
- Antwerpen Zuid
- Houtland
- IJzer en Leie
- Limburg
- Midden Oost-Vlaanderen
- Kempen noord
- Oost-Vlaanderen Noord
- Vlaamse Ardennen
- Vlaams Brabant
- Zuiderkempen

De Vlaamse bosgroepen hadden ruim 13 000 leden met bijna 56 000 ha bos.